# Храдец Кралове
Храдец Кралове (чеш. Hradec Králové) је значајан град у Чешкој Републици и највећи град источне Бохемије. Храдец Кралове је седиште управне јединице Краловехрадечки крај, где чини засебан округ Храдец Кралове.
Храдец Кралове је познат по изради клавира.
Име града у буквалном преводу на српски језик значи Краљичин замак.

## Географија
Храдец Кралове се налази у средишњем делу Чешке републике и удаљен је од главног града Прага 115 км источно. Град је и средиште источне Бохемије.

### Рељеф
Храдец Кралове се налази на истоку Чешко-Моравске висоравни, у горњем делу тока познате реке Лабе. Град и околина су на брежуљкастом терену, на око 230 m надморске висине. Северно од града издиже се горје Крконоше.

### Клима
Клима у области Храдец Кралове је умерено континентална.

### Воде
Град Храдец Кралове се управо образовао на ушћу речице Орлице у већу реку Лабу.

## Историја
Првобитно име места Храдеца Краловског било је Храдец (замак). Кралове (краљичин) је додато када је краљ Вацлав II добио град као део мираза Елизабете од Пољске, која је овде живела тридесет година. Она је 1303. године започела градњу градске катедрале. 
Град је био средиште Хусита, тј. чешких протестаната током Хуситских ратова. После битке на Белој гори 1620. г. протестанти су се иселили. Швеђани су окупирали град 1639. године на осам месеци. Неколико цркава и манастира је срушено за време владавине Јозефа II. Тврђава је срушена 1884. године. Одлучујућа битка Аустријско-пруског рата вођена је 3. јула 1866. године у близини града. 
Током 1920-их и 1930-их, град је просперирао, а захваљујући многим савременим здањима изграђеним у то доба, град је добио назив „Салон републике“.

## Становништво
Храдец Кралове данас има око 95.000 становника и последњих година број становника у граду расте. Поред Чеха у граду живе и Словаци и Роми.

## Привреда
Основне гране индустрије су прехрамбена и електронска индустрија, као и производња клавира, по којој је град чувен.
Поред градског универзитета, овде се налазе медицинско и фармацеутско одељење Карловог универзитета у Прагу.

## Партнерски градови
- Гисен
- Мец
- Вроцлав
- Алесандрија
- Арнем
- Банска Бистрица
- Каштела
- Чернигов
- Валбжих

## Галерија
- Градска Катедрала св. Духа
- Стара градска већница
- обнова старе пиваре
- Елишчина палата
- Терминал јавног саобраћаја
- Гимназија Ј. К. Тила
- Филозофски и Педагошки факултет
- Поглед на градски центар из ваздуха

Храдец Кралове је побратимљен са следећим градовима:
- Алесандрија, Италија
- Арнем, Холандија
- Банска Бистрица, Словачка
- Гисен, Немачка
- Кастела, Француска
- Мец, Француска
- Валбжих, Пољска
- Вроцлав, Пољска

Град сарађује са следећа два града:
- Монтана, Бугарска
- Каровињо, Италија